# جيرالد ويزنر
جيرالد ويزنر هو عالم عقيدة كندي، ولد في 25 يونيو 1937.